# Mixocera parvulata
Mixocera parvulata är en fjärilsart som beskrevs av Walker 1863. Mixocera parvulata ingår i släktet Mixocera och familjen mätare. Inga underarter finns listade i Catalogue of Life.